# Palomar 1

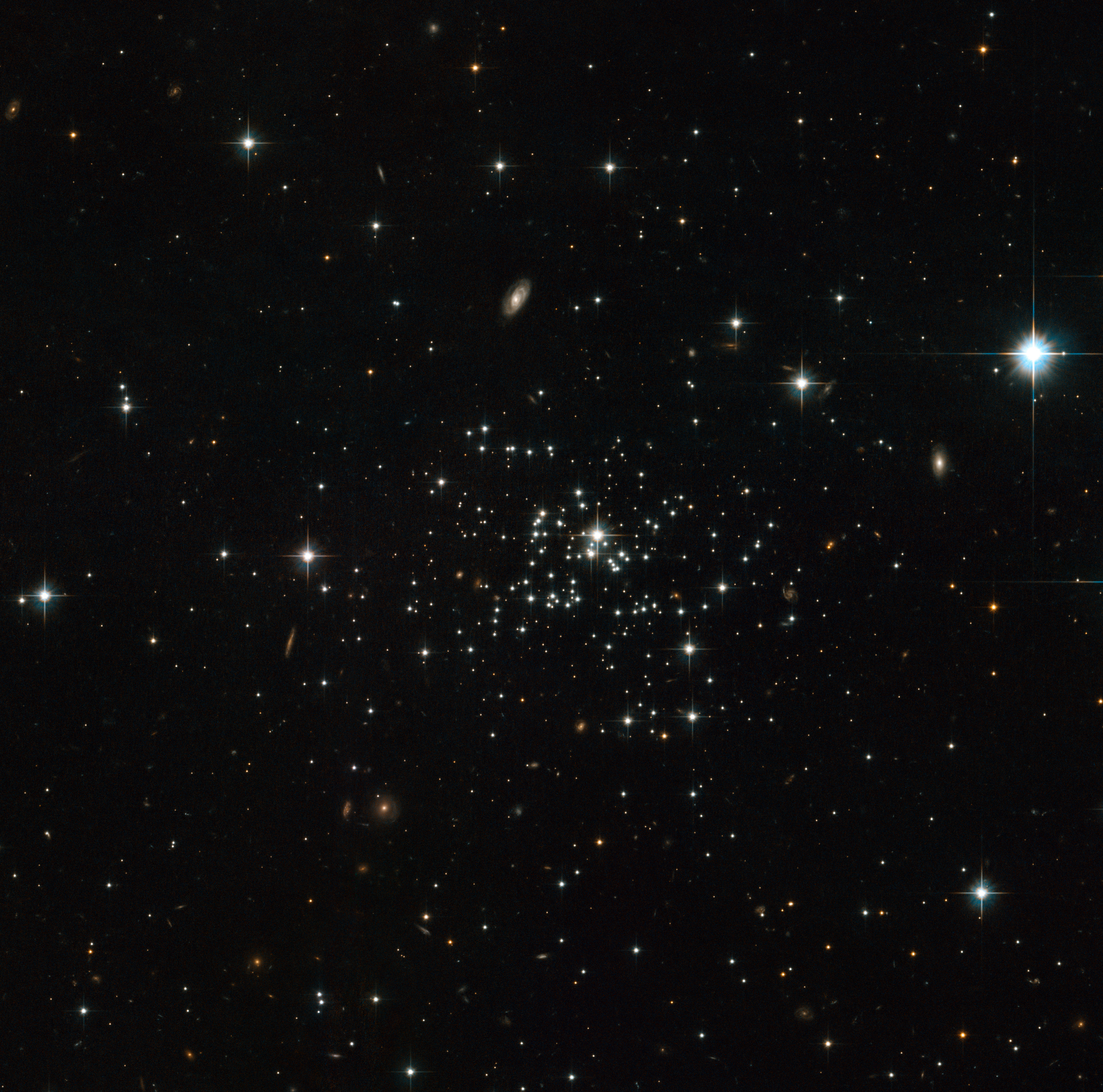
Palomar 1 (Telescopio spaziale Hubble)

Palomar 1 è un ammasso globulare visibile nella costellazione di Cefeo.
Fa parte dell'alone galattico della Via Lattea; scoperto nel 1954 da George Ogden Abell con il telescopio di monte Palomar, fu in seguito catalogato come ammasso globulare. Con un'età compresa fra 6,3 a 8 miliardi di anni, è un ammasso molto giovane rispetto alla gran parte degli oggetti del suo tipo. È relativamente ricco in metalli, con un rapporto [Fe/H] = -0.60. È probabile che Palomar 1 abbia una storia evoluzionistica simile a quella di Terzan 7, un ammasso della Galassia Nana Ellittica del Sagittario, che è stato paragonato al nucleo di una galassia nana sferoidale disgregata dalle forze mareali della nostra Galassia.